# Кунды
Кунды (лак. Кӏундими) — село в Лакском районе Дагестана. Административный центр Кундынского сельсовета.

## География
Село находится на расстоянии 12 км к северо-востоку от села Кумух, административного центра района.

## Население
| 1895 | 1926 | 1939 | 1970 | 1989 | 2002 | 2010 |
| ---- | ---- | ---- | ---- | ---- | ---- | ---- |
| 1070 | ↘771 | ↗975 | ↘635 | ↘462 | ↗981 | ↘815 |
| 2021 |      |      |      |      |      |      |
| ↘804 |      |      |      |      |      |      |